# Pieśń o Hunach
Pieśń o Hunach – powstała w formie ustnej ok. 800 r. na terenie Nadrenii lub Szwabii. Przypuszcza się, że opisywała wojny gocko-huńskie z IV–V w. n.e. 
Oryginalny tekst zaginął. Znamy jedynie fragmenty jej norweskiej przeróbki z IX/X w. przytaczanych jako cytaty w Sadze o Herwarach (Herwararsaga) z XII/XIII w., która z kolei zachowała się w 3 rękopisach (XIV, XV i XVII w.).
Korzystał z niej autor poematu Widsith i kronikarz Sakso Gramatyk.